# Maria Baumgartner

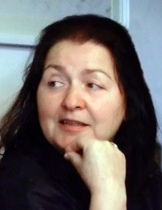
Maria Baumgartner (2014)

Maria Baumgartner (* 13. März 1952 in Königswiesen, Oberösterreich) ist eine österreichische Keramikkünstlerin und Kunsthochschullehrende.

## Leben und Wirken

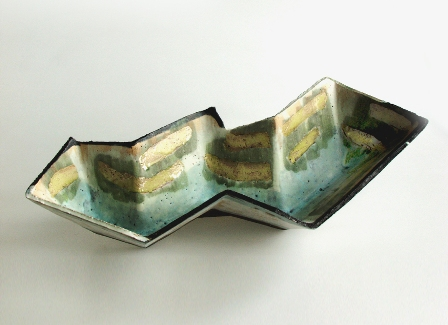
Objekt „Umbal 2001“

Maria Baumgartner studierte von 1972 bis 1979 an der damaligen Hochschule für Gestaltung Linz und schloss 1980 das Studium mit einem Diplom in Keramik (bei Günter Praschak) und dem Titel Mag.a art ab. 1980 gründete sie ihr Atelier bei Lienz (Osttirol) und war bis 2014 dort als freischaffende Keramikkünstlerin tätig.
Ab 1986 bis Ende 2014 übte sie auch Lehr- und künstlerische Tätigkeit als Assistentin, Dozentin (ab 1998) und Professorin (ab 2000) an der Universität für künstlerische und industrielle Gestaltung Linz aus, wo sie 2002 zur Ao. Universitätsprofessorin für Keramik ernannt wurde. Seit 2015 befinden sich Atelier und Wohnsitz in Puchenau in der Nähe von Linz, wo sie seither als selbständige Künstlerin arbeitet.
Maria Baumgartner hat zwischen 2004 (nach der Emeritierung von Günter Praschak, und bis zur Berufung von Frank Louis (2008) auf die Professur für Keramik) die Meisterklasse und das Studium der Keramik an der Universität für künstlerische und industrielle Gestaltung Linz interimistisch geleitet.
Sie hat Keramik-Preise und Auszeichnungen in Österreich, Deutschland, Kroatien, Litauen und Ungarn gewonnen (siehe unten), und bestritt bisher über 220 Ausstellungen in Österreich, Deutschland, Tschechien, Italien, Frankreich, Belgien, Spanien, Dänemark, Litauen, Ungarn, Japan, Korea, Kroatien und Ägypten, sowie in Lettland, der Schweiz, den USA und der Türkei.
Ihre Werke finden sich in Museen und öffentlichen und privaten Kunstsammlungen in Österreich, Deutschland, Frankreich, der Schweiz, Holland, Ungarn, Litauen, Lettland, Kroatien, Korea, Japan und den USA.
Sie war und ist auch Kuratorin verschiedener Ausstellungen im Kontext der Tätigkeit an der Universität für künstlerische und industrielle Gestaltung Linz, wie von Ausstellungen im Rahmen des Ausstellungsprogramms „Akzente“ bei den Keramikwochen Gmunden, oder auch für die Wander-Ausstellungen der Nö.-Art (Niederösterreichische Gesellschaft für Kunst und Kultur) 1993–2005. Sie wirkte auch als Jurorin bei Keramik- und Designpreisen, wie dem Staatspreis für gestaltendes Handwerk, dem Salzburger Keramikpreis oder dem Keramiksymposium Gmunden mit. Darüber hinaus ist sie auch als wissenschaftliche Autorin im Bereich Keramikkunst (s. u. Abschnitt Publikationen), sowie als Gutachterin für die Akkreditierung keramischer Studiengänge in Österreich und Deutschland tätig.
Maria Baumgartner ist Mitglied der Künstlervereinigungen Tiroler Künstlerschaft und des Salzburger Kunstvereins.

## Zum Werk
Das Werk Maria Baumgartners zeichnet sich gemäß der Einschätzung von Kritikern und Fachkollegen innerhalb der Modernen Keramik durch eine eigenständige Formensprache aus, die die keramische Grundform des Gefäßes durch Spiel mit geometrisch anmutenden Formen und abstrakt-malerischer Gestaltung der Oberflächen zu skulpturalen Objekten weiterentwickelt. So schreibt Marga Persson:
„Der fließende Übergang von Gefäß und Skulptur, der in ihren Arbeiten immer stärker zum Ausdruck kommt, gründet sich in der intensiven Beschäftigung mit Raum und raumdynamischen Aspekten der Dreidimensionalität … Maria Baumgartner spielt in experimenteller Weise mit Phänomenen des Gleichgewichts und der Schwerkraft und erzielt damit Formen überraschender Eigenständigkeit … Der Hohlraum, der Raum in der Schale … entwickelt eine Selbstverständlichkeit, unberührt und leer bleiben zu dürfen. Das Gefäß verliert damit als solches seine Funktion … Die Transformation zum skulpturalen Objekt ist den Gefäßformen von Maria Baumgartner immanent … In ihren neueren Objekten wird der skulpturale Aspekt (noch) stärker verdeutlicht … Ein deutlicher Wesenszug der künstlerischen Zielrichtung … ist (es), eine gültige Verbindung zwischen skulpturaler Form und einer mit bildnerischen Mittel gestalteten Oberfläche zu schaffen … Die Keramik wird von ihr als künstlerisches Ausdrucksmittel verstanden, das sie stupend beherrscht, ohne sich in Wiederholungen zu verlieren … Mit der eigenständigen gefäß-skulpturalen Formentwicklung und der malerisch-plastischen Gestaltformulierung gehört sie zu den wichtigsten Vertreter/innen der plastisch-keramischen Kunst in Österreich.“
Die folgende Auswahl aus Werken Maria Baumgartners soll dies ein wenig verdeutlichen. Während frühere Werke noch auf die Interpretation klassischer Formen, etwa der Schalen- oder der Zylinderform Bezug nehmen (vgl. Abb. 1, Abb. 2), entwickelten sich in Folge komplexere, eher dünnwandige Wellenformen mit differenziert gestalteter Oberflächenglasur (Abb. 3, Abb. 4). Seit Anfang der 2000er Jahre kommen dickwandigere Gefäßskulpturen dazu, die mit geraden Winkeln experimentieren und tw. an architektonische Formen erinnern (Abb. 5, Abb. 6). Neueste Arbeiten lösen diese Strenge wieder auf und bieten ein freies Spiel mit Form, Glasur und Farbe (Abb. 7, Abb. 8).

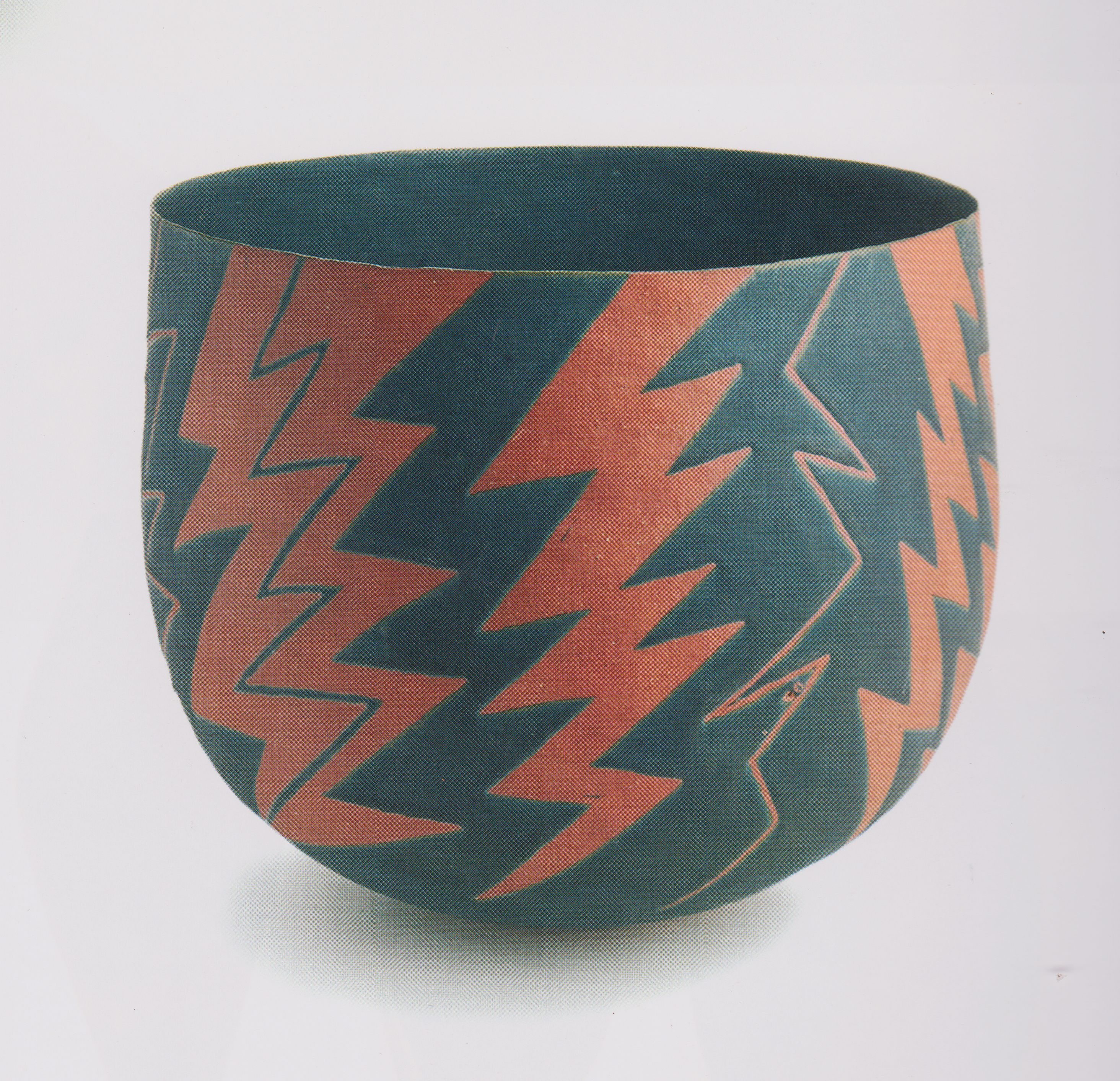
Abb. 1 Kumme 1984
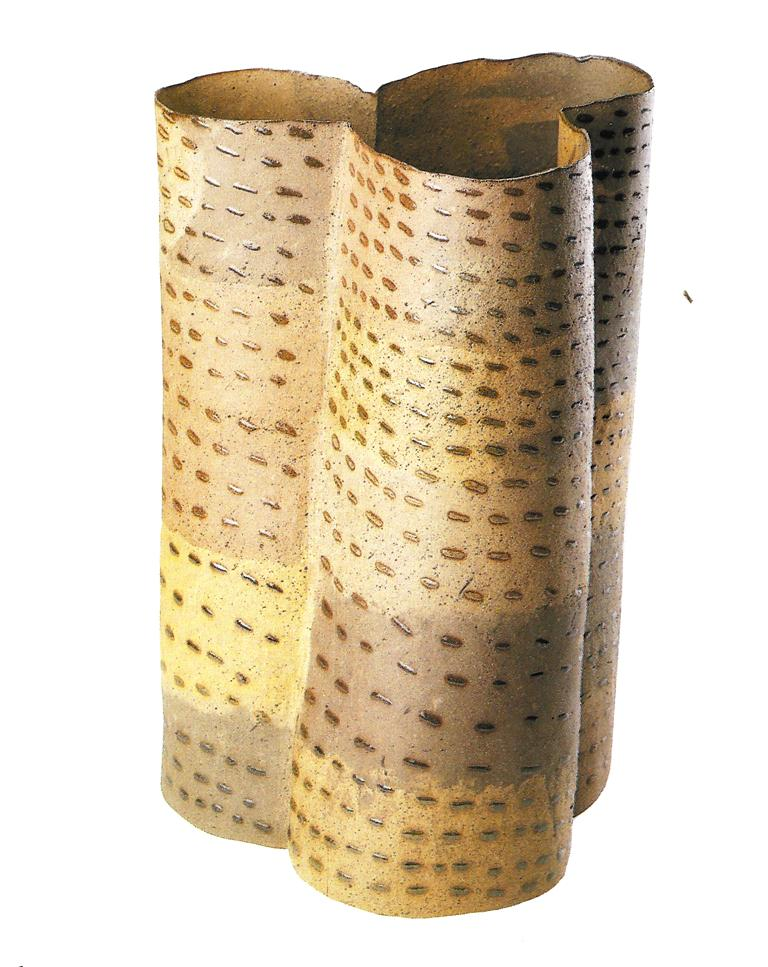
Abb. 2 Dreipass 1991 (Staatspreis)
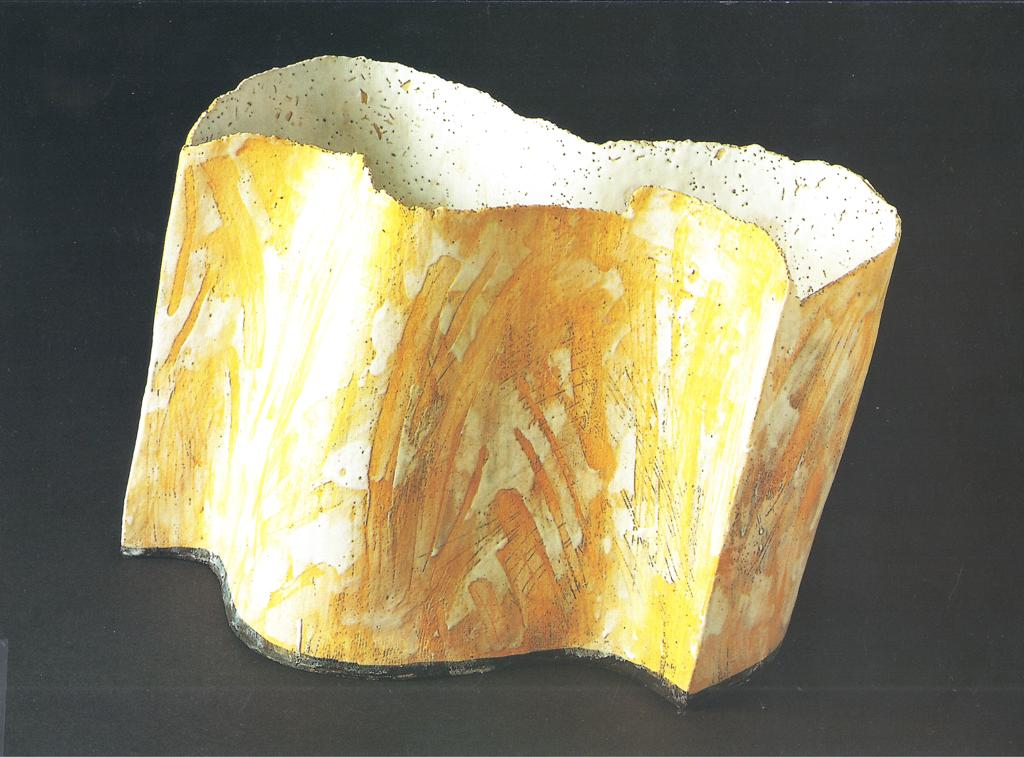
Abb. 3 Dünen 1996
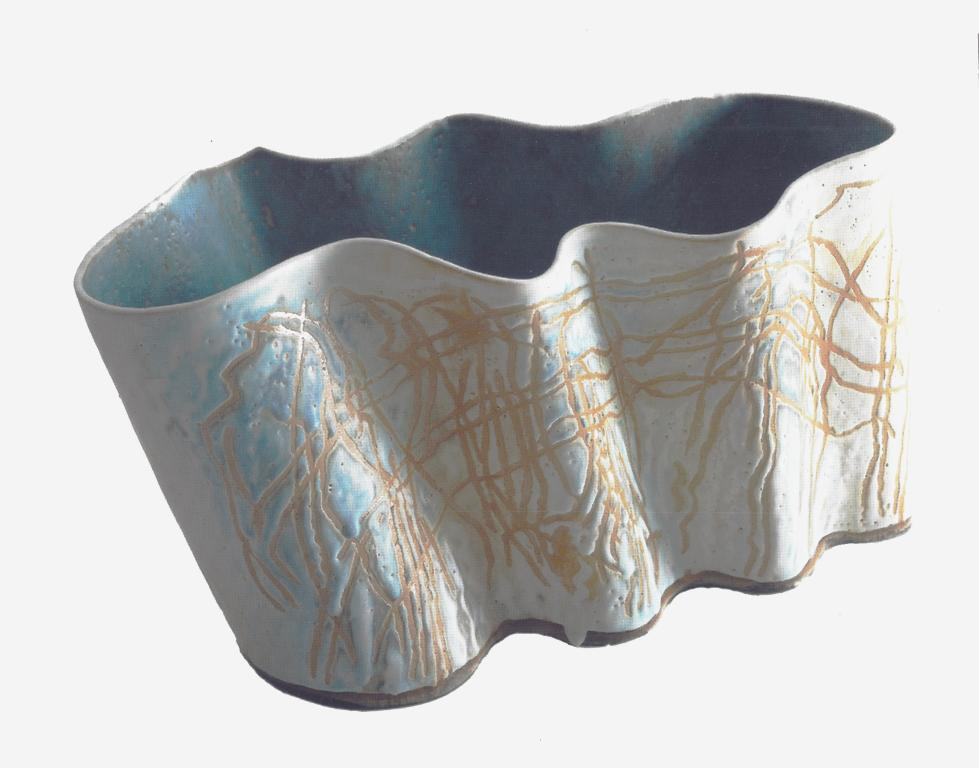
Abb. 4 Blue and Lines 1998
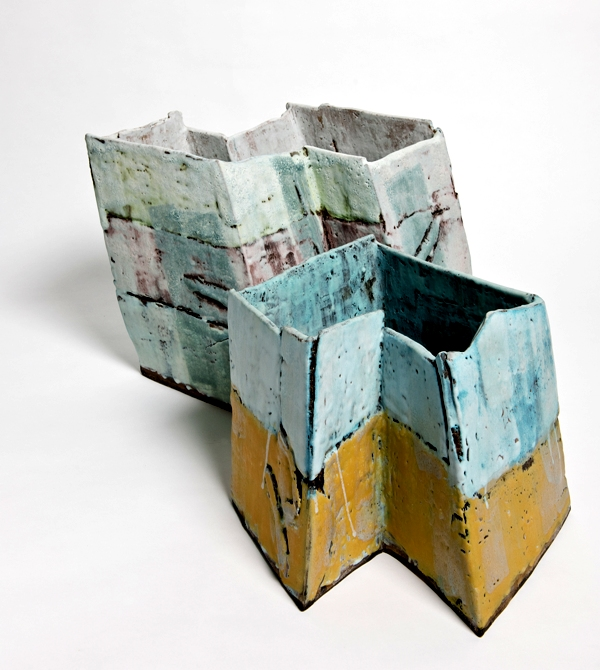
Abb. 5 Haus I & II 2010
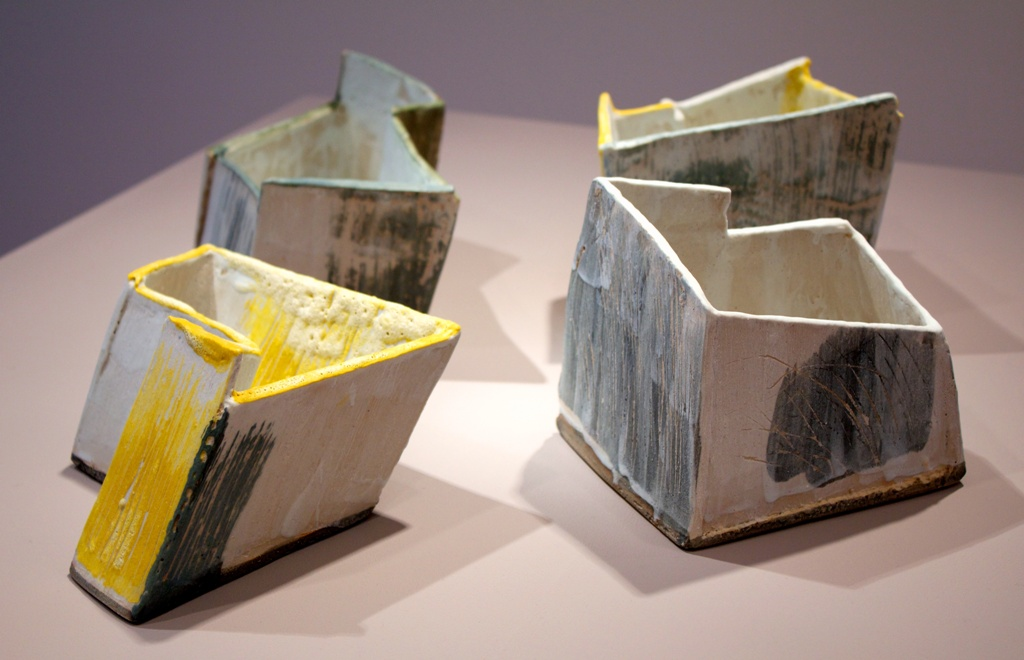
Abb. 6 1000Gramm 2012
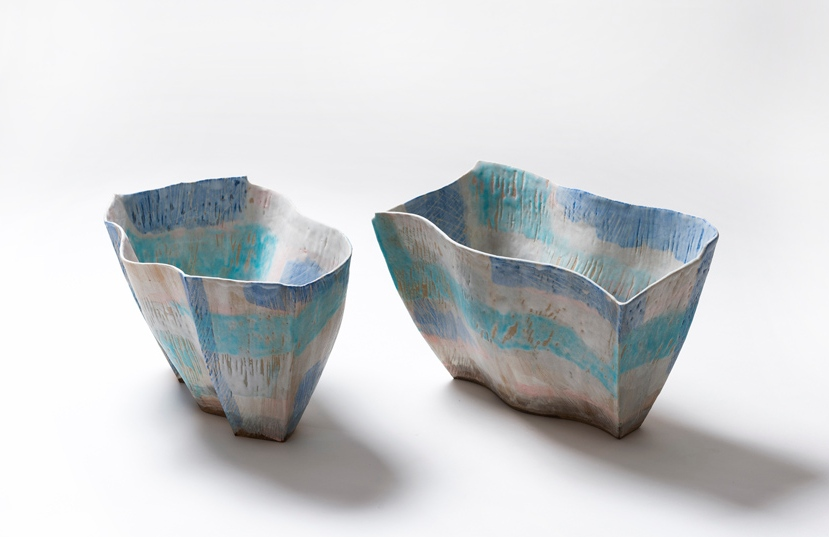
Abb. 7 Wellen 2016
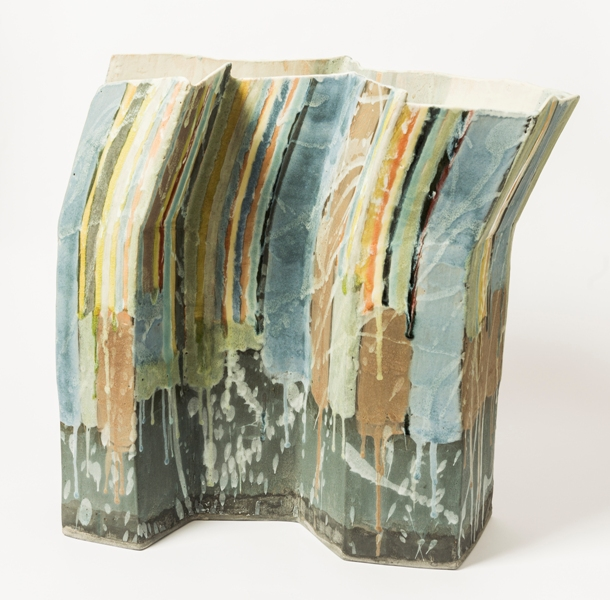
Abb. 8 Last Night’s Painting 2016/2017

## Preise, Auszeichnungen, Einladungen (Auswahl)
- 1986: Talentförderungsprämie für Bildende Kunst des Landes OÖ[20];
- 1991: Österreichischer Staatspreis für gestaltendes Handwerk. Wien[21];
- 1993: Nagrada / Preis „Slavonski Brod“ (= Medaille New Positions), 4. Svetski Triennale Male Keramike (4. Triennale für Kleinkeramik), Zagreb[22];
- 1996: Eine Dekade Europäische Keramik der Gegenwart [1987-1996], Museum Keramion (Einreichung und Jury-Auswahl der Teilnehmenden an der Ausstellung 1996);
- 1998: Salzburger Keramikpreis (Staatspreis der Kunstsektion des BKA)[23];
- 1998, 2000: Biennale Form und Glasur. Jahrhunderthalle (Frankfurt am Main)/BRD (Jury-Einladung als Gastkünstlerin).[24];
- 2020 Silver Medal GRACIS 2020, Zagreb

## Ausstellungen (Auswahl)
Maria Baumgartner hat bisher 40 personale Ausstellungen (Einzel-, Tandem- oder Terzett-Ausstellungen) in Österreich und Deutschland bestritten und hat an ca. 180 Gruppenausstellungen (tw. Wanderausstellungen mit Mehrfach-Standorten) in ganz Europa (auch Schweiz, Frankreich, Spanien, Dänemark, Ungarn, Tschechien, Kroatien, Litauen, Lettland), Afrika (Ägypten), Asien (Türkei, Japan, Korea) und den USA (New York, Chicago, Laguna Beach/Ca., Pomona/Ca.) teilgenommen. Hier wird eine Auswahl der mehr als 220 Präsentationen angeführt.

### Personale Ausstellungen
- 1981 Maria Baumgartner: Keramik u. a., Galerie der Stadt Lienz (mit Anton Baumgartner)[25]
- 1982 Maria Baumgartner und Barbara Reisinger, Galerie Zell am See im Schloss Rosenberg (mit Barbara Reisinger)
- 1983 Forum Avantgardekunst: Keramik, Galerie Thaddäus J. Ropač, damals: Lienz/Osttirol (mit Barbara Reisinger)
- 1984 Keramik, Galerie Thaddäus J. Ropač, damals: Lienz/Osttirol
- 1986 Porzellan, Skulpturen, Keramik, Galerie »L« im Heine-Haus Hamburg (mit Barbara Reisinger [Porzellan] und Nelly Sarmiento [Skulpturen])
- 1990 Maria Baumgartner – Lilo Schrammel: Keramik, MAERZ (Künstlervereinigung), Linz/D
- 1991 Staatspreis für Gestaltendes Handwerk 1991: Maria Baumgartner, Sonderpräsentation, Wiener Antiquitätenmesse mit Kunst des 20. Jahrhunderts, Palais Ferstel, Wien
- 1992 Maria Baumgartner – Keramik, Galerie im Museum Schloss Bruck (Lienz)[26]
- 1993 Vasen und Farben, Galerie Felice Figl, Linz
- 1996 Landschaft, helle Tone, Galerie Ceramic Arts, Wien
- 1996 Arbeiten in Ton, Galerie im Looshaus, Wien (mit Barbara Reisinger)
- 1999 Keramik und zeichnerisches Element, Galerie Felice Figl, Linz
- 2000 Keramische Objekte und Skulpturen, Kammerhof-Galerie, Gmunden/OÖ
- 2000 Neue Keramik, Galerie »b15 – Neue Keramik Renate Wunderle«, München
- 2001 Ceramics: Serie Kasbah. Serie Drehungen. Orcas, Tiroler Kunstpavillon, Innsbruck
- 2002 Maria Baumgartner (Keramik) – Heide Kornelson (Malerei), Schloss Peuerbach, OÖ (mit Heide Kornelson)
- 2010 A Plentiful Portion – Keramische Objekte, Galerie Kulturkeller Schloss Dobersberg, Dobersberg, NÖ.[27]
- 2024 Panta Clay, Galerie-Halle Linz[28]

### Gruppenausstellungen
- 1980–1981 KERAMIK: Meisterklasse Keramik an der Hochschule für Künstlerische und Industrielle Gestaltung Linz, Wanderausstellung (2 Standorte): Stadtmuseum Nordico Linz; Museum für Angewandte Kunst (Wien).[29]
- 1981–1982 Österreichische Keramik 1900–1980, Wanderausstellung (4 Standorte): Stadtmuseum Nordico Linz; Museum für Angewandte Kunst (Wien); Landesmuseum Joanneum, Graz; Salzburger Museum Carolino Augusteum.[30]
- 1982–1984: Kunstkeramik – Zeitgemäße Formen, Wanderausstellung der NöART (Nö. Gesellschaft für Kunst und Kultur) (17 Standorte), u. a. St. Pölten (Stadtmuseum), Krems an der Donau (Museum Krems), Baden bei Wien (Kunsthaus Frauenbad), Wiener Neustadt (Stadtmuseum), und 13 andere Orte in Niederösterreich;
- 1984 12 KeramikerInnen aus Österreich, Galerie Ludwig, Hannover[31]
- 1985–1987 Zeitgenössische Keramik in Österreich, Wanderausstellung der österr. Galerie für Keramik (5 Standorte): Veste Coburg, Hetjens-Museum (Düsseldorf), Galerie Puls (Brüssel), Sakıp Sabancı Müzesi (Istanbul), Kunstindustrimuseet (heute: Designmuseum Danmark, Kopenhagen).[32]
- 1986 Europäische Keramik der Gegenwart, Keramion Museum, Frechen b. Köln.[33]
- 1989 L’Europe des Ceramistes. Actualité de la Céramique Européenne, Wanderausstellung (6 Standorte): Abbaye Saint-Germain d’Auxerre, Musée Alsacién Haguenau, Chateau de Joinville Joinville (Haute-Marne) (alle Frankreich); Műcsarnok Art Museum Budapest; Museo Español de Arte Contemporáneo Madrid; Hochschule für Gestaltung Linz.[34]
- 1989 Keramik Österreich, Galerie Böwig, Hannover.[35]
- 1990 Zeitgenössische Keramik aus Österreich, Keramion Museum, Frechen b. Köln.[36]
- 1991 Keramik aus Leidenschaft. Eine Privatsammlung moderner Keramik (Sammlung Prof. Cornelius Ouwehand), Museum Bellerive, Zürich/CH.
- 1992 Le Bol aux quatre coins de la terre (= Die Schale aus allen vier Ecken der Welt), Galerie Leonelli, Lausanne/CH;
- 1993–1994 Keramik aus Österreich, Galerie »Künstlerbunker Karlstraße«, Leverkusen-Neuwied, Deutschland.
- 1993–1995 Keramik. Neue Positionen, Wanderausstellung (12 Standorte) der NöART (Nö. Ges. für Kunst & Kultur), in Zusammenarbeit mit der Hochschule für Angewandte Kunst Wien, gezeigt u. a. in: Raabs an der Thaya, Stift Zwettl, Bozen (Galerie Prisma), Gmunden (Kammerhofgalerie), Klagenfurt (Galerie Stadthaus). Wien (Hochschule für Angewandte Kunst Wien), und 7 andere Orte[37];
- 1994 The 2nd Cairo International Biennale for Ceramics, Zamalek Art Gallery, Kairo/EGY;[38]
- 1996 Keramik des 20. Jahrhunderts. Sammlung Ingrid und Rudolf Welle, Städtische Galerie und Welle Ausstellungszentrum, Paderborn.[39]
- 1996–1997 Bewegung / Movement – Europäische Keramik '96, Keramion Museum, Frechen b. Köln.[40]
- 1998 International Contemporary Ceramics from the Igal and Diane Silber Collection, Laguna Art Museum, Laguna Beach / Cal. USA;[41].
- 2000 Die Welt der Gefäße. Zeitgenössische Keramik. Sammlung Rudolf Strasser, Wanderausstellung (2 Orte): Museum im Kreuzgang, Landshut/BRD, und Keramion Museum, Frechen bei Köln/BRD[42]
- 2001 SOFA 2001 (3rd Exhibition of Sculpture, Objects & Functional Art – SOFA; dort präsentiert durch die Galerie „b15 – Renate Wunderle“, München), Wanderausstellung (2 Orte): New York / NY USA (The 7th Regiment Armory); Chicago / Ill. USA (The Chicago Navy Pier);[43]/
- 2002 Keramik-Kunst-Tage 2002: Keramik aus Österreich / Journées de la Céramique 2002: Céramique de l‘Autriche, Schachen-Galerie, Oensingen/CH;
- 2003–2004 Alles Keramik – Neue Arbeiten, Wanderausstellung (8 Orte) der NöART (Nö. Ges. für Kunst & Kultur): Krems an der Donau (Weinstadt-Museum Dominikanerkirche); Purgstall an der Erlauf (Museum im Ledererhaus); Gmunden (Kammerhof-Galerie); Klagenfurt (Alpen-Adria-Galerie); Pulkau (Pöttingerhof); Ziersdorf (Kultur- & Kommunikationszentrum), und 2 weitere Orte;[44].
- 2007–2008 Modern Ceramics from Central Europe – A Focus on Hungary, the Czech Republic and Greater Central Europe, Museum of Modern Ceramic Art, Tajimi City, Gifu Province, JAP;
- 2012 1000 Gramm, Galerie für Angewandte Kunst, Bayerischer Kunstgewerbe-Verein, München;[45]
- 2016 Heritage and Diversity. East and West Invitational Ceramic Exhibition, Hanyang University Museum, Seoul/Südkorea[46];
- 2016 Latvia International Ceramics Biennale/ »MARTINSONS AWARD« contest exhibition, Marka Rotko mākslas centrs (Mark Rothko Art Centre), Daugavpils/Lettland[47].
- 2017 Keramik aus Leidenschaft [II] (Günter Praschak, Maria Baumgartner, Barbara Reisinger u. a.)[48] Nö. Dokumentationszentrum für Moderne Kunst, St. Pölten (Parallelausstellung zu „Kurt Ohnsorg – Keramik aus Leidenschaft [I]“)[49].
- 2018 KUNSTradln in Millstatt (6. und 10. Station) (u. a. mit Josef Floch, Franz Kaindl, Edith Kramer, Robert Oltay, Veronika Dirndorfer), Hotel am See „Die Forelle“ und Lindenhof Galerie in Millstatt, Kunstausstellung in 25 Stationen Mai – Oktober 2018.[50]
- 2019–2020 Paroda Keramiada. Trys Panevėžio tarptautinio keramikos simpoziumo dešimtmečiai / Three Decades of Panevėžys International Ceramic Symposium, Panevėžio miesto dailės galerija / Panevėžys Civic Art Gallery, Panevėžys/Litauen[51]
- 2020 KUNSTradln in Millstatt (9. und 14. Station), Stift Millstatt, Kreuzgang und Gasthof Lindenhof in Millstatt, Kunstausstellung in 17 Stationen Juli – November 2020.
- 2020 G.R.A.C.I.S. 2020 (Ceramics from Germany, Romania, Austria, Croatia, Italy, Slovenia), Zvonimir Gallery, Zagreb[52].
- 2020 MIKS 20. Međunarodna Izložba Keramike i Stakla (International exhibition of ceramics and glass), Zagreb, Ambienta Messe, Messegelände[53].
- 2021 Vielfalt Keramik, Salzburg-Stadt, Berchtoldvilla[54].
- 2021–2022 ANALOG – Österreichische und Internationale Keramik der 80er Jahre, Schrems/NÖ, Kunstmuseum Waldviertel[55].
- 2022 Glücksscherben – Zeitgenössische Keramik – Sammlung Rudolf Strasser, Museen der Stadt Landshut, Heilig-Geist-Kirche (Landshut)[56]
- 2023 From a Gift to a Collection: Igal and Diane Silber, American Museum of Ceramic Art, Pomona (Kalifornien)/USA[57]
- 2024 GARDEN OF CLAY, K-hof Kammerhof Museum Gmunden, im Rahmen der Kulturhauptstadt Europas Bad Ischl Salzkammergut 2024[58].
- 2025 Austrian Contemporary, Ceramic Art Gallery, Wien[59]
- 2025 KERAMISCHE VISIONEN / Ceramic Visions: Die Sammlung der „Österreichischen Galerie für Keramik“, Academy of Ceramics Gmunden, Gmundner Keramik[60]

## Publikationen von Maria Baumgartner (Auswahl)

### Bücher/Kataloge
- Handgeformte Gefäße in verschiedenen Glasur- und Dekorationstechniken. Ursprüngliche Fertigungs- und Brenntechniken, Diplomarbeit an der Universität für Gestaltung, Linz.[61]
- (Hrsg. mit Sabine Heß) Keramik aus Österreich, Ausstellungskatalog zur gleichnamigen Ausstellung, Künstlerbunker Karlstraße, Leverkusen-Neuwied 1993.
- (Hrsg.) Neues Feuer. Ein Ausstellungsprojekt der Keramik an der Universität für künstlerische und industrielle Gestaltung Linz 1999/2000. Universität für künstlerische und industrielle Gestaltung Linz, Linz 1999, ISBN 3-901112-16-2.
- (Hrsg.) Indoor – Outdoor. Keramik im Garten. Ein Projekt der Kunstuniversität Linz und der Westungarischen Universität Sopron. Universität für künstlerische und industrielle Gestaltung Linz, Linz 2003[62].
- (Hrsg.) Selber Linzer. Eine Ausstellung der Kunstuniversität Linz – Studienrichtung Keramik / An Exhibition of the University of Art Linz – Institute of ceramics. Dt. Porzellanmuseum, Hohenberg an der Eger & Selb/BRD 2006, ISBN 3-927793-94-9, auch online[63]
- (mit Rainald Franz, Wilfried Gerstel, Gerold Tusch, Christa Zeitlhofer) GARDEN OF CLAY, Katalog zur gleichnamigen Ausstellung im Kammerhof Museum Gmunden, hg. Verein zur Förderung Europäischer Keramikkünstler:innen, Gmunden 2024, ISBN 978-3-200-10043-5.

### Artikel und Buchbeiträge
- Mein bevorzugtes Thema ist das Gefäß …. In: Keramik – Publikation für Töpfer, Sammler und Museen (Zeitschrift, Nr. 9/1980) [Schwerpunktheft „Werkstätten und Keramik-Künstler Österreichs“, anlässlich des World Ceramic Congress, Wien 1980], S. 34.
- Die Österreich-Seite: Akzente zum Gmundner Töpfermarkt. In: Neue Keramik, ISSN 0933-2367, 3. Jg. 1989, Nr. 4, Juli/August 1989, S. 482.
- Die Österreich-Seite: »Man muss in die Werkstatt gehen«. Über Franz Josef Altenburg. In: Neue Keramik, ISSN 0933-2367, 3. Jg. 1989, Nr. 5, September/Oktober, S. 583–584.
- Österreichische Keramik (mit Günter Praschak). In: Heimo Kuchling / Peter-Winfried Bürkner / Egon Riemann (Hg.): Zeitgenössische Keramik aus Österreich, Katalog „Kunst im Keramion 32“, Verein für keramische Kunst e. V. Keramion, Köln und Hürth 1990, S. 4–7.
- Das Europa der Keramiker. Zu einer internationalen Großausstellung der Linzer Kunsthochschule, in: linz aktiv (Zeitschrift, Nr. 114/1990), S. 75–77.
- Keramikerinnen in Salzburg. In: Barbara Wally (Hrsg.): Künstlerinnen in Salzburg. Salzburger Museum für Kunst und Kulturgeschichte Carolino Augusteum, Salzburg 1991, ISBN 3-901014-08-X, S. 83–98.
- Die Grube. Ein Experiment der Linzer Keramik-Studenten, in: Neue Keramik, ISSN 0933-2367, Nr. 3, Mai/Juni 1992, S. 192–193.
- Keramik in Österreich – Überleben im Unsichtbaren / Ceramics in Austria – Survival in the Invisible. In: Europäische Keramik aus 13 Ländern. Kunsthalle Osnabrück (Ausstellungskatalog). Verlag Rasch, Bramsche/BRD 1998, ISBN 3-932147-47-2, S. 120–123.